# Бузів Яр
Бузів Яр, також Бузівський Яр, Волохів Яр (у нижній течії) — балка (річка) в Україні у Вовчанській міській громаді Чугуївського району Харківської області. Права притока річки Плотви (басейн Дону).

## Опис
Довжина балки приблизно 8,40 км, найкоротша відстань між витоком і гирлом — 5,78  км, коефіцієнт звивистості річки — 1,45 . Формується декількома балками та загатами.

## Розташування
Бере початок на південно-східній околиці села Бузове. Тече переважно на південний захід понад селом Сердобине і на східній околиці села Благодатне впадає у річку Плотву, ліву притоку річки Вовчої.
У нижній течії яр має назву Волохів . У деяких джерелах Бузівський яр зазначений як права притока Волохового. 

## Притоки
- Балка Довга - ліва притока, впадає нижче села Сердобине[6]

## Цікаві факти
- У XIX столітті на балці існували багато вітряних млинів[2].